# Kostel svatého Jana Křtitele (Mašovice)
Kostel svatého Jana Křtitele je farní kostel v římskokatolické farnosti Mašovice, nachází se v centru obce Mašovice. Kostel je barokní podélnou jednolodní stavbou s gotickým jádrem s kněžištěm a pětibokým závěrem a hranolovou věží na severním okraji kněžiště. Kostel je chráněn jako kulturní památka České republiky. Kostel patří Řádu křižovníků s červenou hvězdou.
Kněžiště kostela je zaklenuto valenou klenbou s lunetami, je užší než kostelní loď a je odděleno vítězným obloukem. V lodi jsou probourána tři okna na každé straně, v kněžišti jsou také tři okna. Na západní straně lodi je římsa, která je podepřena pilastry. V prvním patře věže jsou čtyři okna a zvonice.

## Historie
Kostel byl postaven ve 13. století, měl však výrazně jinou podobu, od té doby byl několikrát přestaven a upraven, nejvýrazněji byl upraven v 17. století. V roce 1836 pak byl rekonstruován interiér kostela a roku 1853 byl upraven exteriér kostela. V roce 1859 byly v kostele postaveny boční oltáře, zasvěceny byly svaté Anně a svatému Janu Nepomuckému. Téhož roku byly pořízeny obrazy do kostela. V kostele byly instalovány zvony, nejstarší je z 16. století, další z roku 1621 a největší byl pořízen v roce 1859. Během první světové války pak byly dva zvony rekvírovány, jeden z nich byl pak po druhé světové válce do kostela navrácen a v roce 1946 zavěšen. Dne 28. září 1996 pak byly posvěceny dva nové zvony, světil je Vojtěch Cikrle. V roce 1998 pak byl kostel opět rekonstruován, byla opravena střecha a v roce 2000 pak byl kostel vysušen, byla rekonstruována fasáda kostela a byl pozlacen kříž na střeše kostela.